# Cubelles
|  | Per a altres significats, vegeu «Cubelles (Alt Loira)». |

Cubelles és una vila i municipi de la comarca del Garraf, situada a 50 km de Barcelona, la darrera població de la zona costanera de la província i de la comarca per la part del sud. Hi passa i desemboca al Mediterrani el riu Foix.

## Geografia
- Llista de topònims de Cubelles (Orografia: muntanyes, serres, collades, indrets..; hidrografia: rius, fonts...; edificis: cases, masies, esglésies, etc).

| Calafell | Castellet i la Gornal |                      |
| Cunit    |                       | Vilanova i la Geltrú |
|          | Mar Mediterrània      |                      |

## Demografia
El municipi té dues entitats principals: Cubelles i Les Salines

## Llocs d'interès
- Les platges de Cubelles: Platja Llarga, Platja de la Mota de Sant Pere, Platja de les Salines i Platja de les Gavines, componen tres quilòmetres de litoral.[2]

- Els espais per a gossos de la platja de les Salines.[3]

- Església de Santa Maria de Cubelles: Data de 1737 i el seu campanar de 1765. És de planta rectangular amb tres naus dividides en trams marcats pels contraforts exteriors. La façana imita un encoixinat de pedra.

- Castell de Cubelles o el casal dels marquesos d'Alfarràs: Va ser edificat en 1675 sobre les restes de l'antic castell de Cubelles. S'ha restaurat recentment i l'Oficina de Turisme proporciona visites guiades el primer cap de setmana de cada mes. A més, també s'hi pot visitar una exposició dedicada al pallasso Charlie Rivel.

- L'Aliança: Fundada en 1914 per Pere Escardó, és una mostra del llegat dels indians. Pertany a l'entitat local, la Societat Recreativa L'Aliança. L'any 2018 es va iniciar l'obra de reforma.

- Font del carrer Major i font del carrer Sant Antoni. Joan Pedro i Roig va ser l'encarregat de portar l'aigua potable a Cubelles i de construir les dues fonts públiques que continuen situades al carrer Major i al carrer Sant Antoni.

- Els Safareigs públics de Cubelles al carrer del Raval.

- Can Travé: És una edificació d'estil romàntic. S'hi trobaven una biblioteca de mitologia clàssica i un gabinet d'Història Natural impulsats per Frederic Travé. En l'actualitat ja no pertany a la família Travé. Propietat municipal en projecte de restauració, no obstant això puntualment, s'han organitzat actes als seus jardins.

- Ca l'Aleix, al costat de l'anterior. Masia que es remunta al segle xvi el propietari del qual era Perot Negrell, època en què era utilitzada com a hostal i "canvi de cavalls", atès que es trobava en l'antic Camí ral (o camí vell de Vilanova). Roig Piera afirma que més antigament havia estat coneguda com a Stabulo Nova (Font: Catàleg del patrimoni arquitectònic, Casa de la vila de Cubelles)

- Ermita de Sant Antoni de Pàdua: Bastida en 1694 per Marià Gassó. Capella d'una sola nau. Es caracteritza per la seva simple estructura arquitectònica. Propietat privada.

- Antiga Quadra Gallifa: Conjunt arquitectònic del segle xi. Al començament del segle xvi pertanyia al poeta renaixentista Joan Boscà Almogàver. Propietat privada.

- Casa del Dr. Estapé: Aquesta casa va ser bastida en 1943 pel metge, cardiòleg i director de l'Hospital de Sant Pau de Barcelona. Propietat privada.

- Mercat setmanal: Els divendres al matí, a la plaça del Mercat.

- Exposició permanent del pallasso Charlie Rivel, nascut a Cubelles el 23 d'abril de 1896.

Només durant l'estiu:
- Del 30 de juny a l'1 de setembre: Mercat d'estiu a la Plaça de la Mar, els dissabtes de 18-22h.

## Política
En les darreres legislatures, l'estabilitat política municipal ha estat complicada a causa de l'àmplia representació de partits polítics al ple i de les múltiples escissions i creacions de noves formacions.
El govern municipal entre 2011-2015 el formaven Iniciativa per Catalunya Verds, Unitat Cubellenca-Reagrupament i el Partit Popular de Catalunya. Aquest pacte va ser qüestionat per mitjans de comunicació i fins i tot desautoritzat per la direcció d'ICV. El setembre de 2012, expulsen del govern a Unitat Cubellenca-Reagrupament després de votar en contra dels pressupostos municipals. Aquest és el cinquè govern trencat d'ençà de l'any 1995. En veure's en minoria, ICV i el PP comencen a cercar un nou associat.
Finalment el gener del 2013 s'acaba per crear un govern nou format per ICV, PSC, CiU i Entesa per Cubelles. D'aquesta manera, tots els grups polítics amb representació aquesta legislatura han passat pel govern en un moment o un altre.
|                                                                     | ICV | UC-RI | PSC | PP | CiU | EC | IPC | ERC | Altresa | Total | Batlle/ssa |
| ------------------------------------------------------------------- | --- | ----- | --- | -- | --- | -- | --- | --- | ------- | ----- | --- |
|                                                                     |     |       |     |    |     |    |     |     |         |       | |
| 1979                                                                | –   | –     | 0   | –  | 1   | 4  | –   | –   | 4       | 9     | Luis Pineda Gavaldà (Convergència Democràtica de Catalunya)                                                            |
| 1983                                                                | –   | –     | –   | –  | 1   | 6  | –   | –   | 4       | 11    | Isidre Piñol Borràs (EC)                                                                                               |
| 1987                                                                | –   | –     | –   | –  | 2   | 9  | –   | –   | –       | 11    | Isibre Piñol Borràs (EC)                                                                                               |
| 1991                                                                | –   | –     | –   | –  | 2   | 9  | –   | –   | 0       | 11    | Isibre Piñol Borràs (EC, 1991-1994), Joan Vidal Urpí (EC, 1994-1995)                                                   |
| 1995                                                                | 2   | –     | 1   | 1  | 2   | 5  | –   | –   | –       | 11    | Joan Vidal Urpí (EC)                                                                                                   |
| 1999                                                                | 3   | –     | 2   | 1  | 3   | 4  | –   | –   | 0       | 13    | Mònica Miquel i Serdà (ICV, 1999-2000), Joan Albet i Miró (CiU, 2000-2001) i Josep Marcillas i Massuet (EC, 2001-2003) |
| 2003                                                                | 2   | –     | 2   | 1  | 2   | 3  | 2   | 1   | –       | 13    | Josep Marcillas i Massuet (EC)                                                                                         |
| 2007                                                                | 4   | –     | 4   | 2  | 4   | 1  | 1   | 1   | 0       | 17    | Maria Lluïsa Romero i Tomás (PSC)                                                                                      |
| 2011                                                                | 4   | 4     | 3   | 3  | 2   | 1  | –   | 0   | 0       | 17    | Mònica Miquel i Serdà (ICV)                                                                                            |
| 2015                                                                | 1   | 4     | 2   | 2  | 2   | -  | -   | 2   | 4       | 17    | Rosa Fonoll i Ventura                                                                                                  |
| 2019                                                                | -   | 6     | 3   | 0  | 2   | -  | -   | 2   | 4       | 17    | Rosa Fonoll I Ventura                                                                                                  |
| 2023                                                                | 1   | 5     | 4   | 1  | 2   |    | 1   | 1   | 2       | 17    | Rosa Fonoll i Ventura                                                                                                  |
| Font: Municat                                                       |     |       |     |    |     |    |     |     |         |       | |
| aInclou dues llistes d'independents: una el 1979 i l'altra el 1983. |     |       |     |    |     |    |     |     |         |       | |

## Personatges il·lustres
- Josep Andreu i Lasserre, Charlie Rivel, pallasso de renom.
- Jordi Llompart i Mallorquès, periodista, cineasta i escriptor.
- Eduardo Expósito, jugador de futbol a la RCD Espanyol de Barcelona.
- Martí Zapater, porter d'hoquei patins al Finques Prats Lleida Llista Blava.
- Borja Ferrer, ex-jugador i entrenador d'hoquei sobre patins.
- Marco Gonzalez, jugador de tamborí i tambeach.

## Calendari festiu

### Gegants de Cubelles
Els gegants són els elements més significatius de la cultura popular de Catalunya. Tenen dues funcions: la de representar una població o un barri i la d'originar per ells mateixos la festa.
Els gegants provenen d'una tradició molt antiga que ha anat variant al llarg dels segles. La creença es remunta fins a la mitologia grega i d'ençà de llavors totes les cultures han deixat constància de l'existència d'aquestes enormes figures.
L'any 1945 Cubelles va celebrar una cercavila per primera vegada, amenitzada amb grallers i amb motiu de l'estrena d'uns capgrossos que la Casa de la vila tot just havia adquirit. Aquest va contractar els gegants de Sant Pere de Ribes a manca d'uns de propis perquè acompanyessin els capgrossos. Aquest fet va fer que augmentés la curiositat per aquestes figures tan simbòliques entre els vilatans, que van començar a comentar en els punts de reunió del poble, els cafès existents aleshores, l'Armengol i l'Aliança, la possibilitat que Cubelles pogués disposar d'aquests entremesos que, en moltes poblacions catalanes enriquien les celebracions populars. L'anhel de tenir uns gegants a la vila era latent en determinats sectors, especialment en el jovent. Finalment, el 1957, la casa de la vila va obtenir un superàvit de 13.000 pessetes en uns ingressos que van permetre, juntament amb el finançament de vilatans, industrials i botiguers la confecció dels gegants de Cubelles. Es formaren diversos grups de treball, uns per contactar amb la prestigiosa botiga El Ingenio de Barcelona, dedicada a la construcció de gegants, i d'altres per encarregar-se del disseny dels vestits, de trobar accessoris adients de bijuteria, anells, arracades...
Com que Cubelles era un poble agrícola, amb bon criteri es va optar per dues figures d'aspecte senyorial que vindrien a ser la versió de l'hereu i la pubilla, és a dir, gegants que solen anar abillats de pagès, en aquest cas amb la roba tradicional de les benestants de la pagesia catalana. El nom dels gegants va ser d'Abdon, un dels sants patrons de Cubelles i Assumpta, la Mare de Déu de l'Assumpció, en honor de la qual cada 15 d'agost els cubellencs celebren la Festa Major.
La indumentària de l'Abdon, peça d'abrigar de vellut, llarga i de color blau marí, valona sobreposada i barret de copalta negre, és una adaptació de la moda que s'imposà a Europa al pas del segle xviii al segle xix com a vestit de gala de la societat catalana. En l'abillament de l'Abdon hi ha un aspecte, el pergamí que duu a una mà, que no pertany a la seva condició de «paisà de la terra».
Pel que fa al vestuari de la geganta, l'Assumpta llueix el vestit tradicional de pubilla. La roba és un brocat de l'època, una tela de qualitat amb un fons de color rosa, adornada a la part baixa de la faldilla, amb un volant de punta blanca envoltat d'una tira blava, tal com els extrems de les mànigues. El vestit està guarnit, així mateix, amb una pitrera negra que té uns llaços blaus al damunt. El davantal i la mantellina són de color blanc, tot al contrari de la xarxa i els mitenes, que són negres. En l'aspecte ornamental, la gentil dama exhibeix unes arracades i un penjoll, mentre que a la mà dreta hi porta una toia i a l'esquerra, un mocador blanc.
Els vilatans de Cubelles van preparar el moment de l'estrena dels gegants la diada de la Mare de Déu d'Agost, la patrona de la vila. La simbòlica arribada dels gegants va tenir lloc a l'estació, a les 10h del matí del 15 d'agost de 1958, que s'esqueia en divendres. Allà s'hi concentrà una munió de gent, sobretot nens, que els van rebre amb gran entusiasme i curiositat. Juntament amb altres grups la comitiva s'adreçà pel passeig de Narcís Bardají, Rambla amunt, fins a l'església de Santa Maria de Cubelles, on mossèn Jordi Fort Gaudí, acompanyat de tots els escolans i autoritats, realitzà la benedicció dels gegants.
L'Abdon i l'Assumpta es van convertir, a partir d'aquella inoblidable diada, fins avui, en sant i senya de la Festa Major, en símbol d'identitat dels cubellencs amants de les tradicions i de la cultura popular. El 15 d'agost del 1958 acabà com una de les dates més brillants, si més no, en l'aspecte festiu de la història recent de Cubelles. Aviat van començar a fer sortides fora de la vila, com és el cas del primer viatge a Barcelona, per participar en la reconeguda cercavila de la Mercè, amb motiu de la seva Festa Major, el 24 de setembre de 1959.
L'agost de 1963 la Casa de la vila va dedicar un carrer al pallasso universal Charlie Rivel, nascut a Cubelles. Al començament dels anys 80, en plena recuperació de la cultura popular es va produir el ressorgiment de l'activitat gegantera en l'àmbit de tot Catalunya. El punt de partida d'aquest nou moviment va ser el 29 d'agost de 1982, en una trobada de gegants a Matadepera. La Primera Trobada Internacional de Gegants.
Aquest fet va fer engegar els motors als gegants i el nombre d'aparicions va augmentar. L'Abdon i l'Assumpta van passar a tenir un acompanyant de luxe a partir del 26 d'abril de 1987, amb l'estrena del gegantó Charlie Rivel. Dins el marc de la Setmana Cultural d'aquell any, celebrada com sempre coincidint amb Sant Jordi, es va estrenar un gegantó dedicat i inspirat en la figura del cubellenc més universal i il·lustre Josep Andreu Charlie Rivel. D'ençà de la seva inauguració el gegantó ha acompanyat Abdon i Assumpta en gairebé totes les sortides que han anat fent, i s'és convertit en una peça que ha aixecat gran curiositat i expectació, fins a l'any 2008.
Durant la Festa Major petita del 2007, una colla de joves cubellencs que es movien en l'àmbit de les entitats juvenils El Peix Agulla i El Cubell van decidir d'agafar el relleu dels geganters que una dècada i una altra s'havia anat modificant i van organitzar una colla de geganters amb la intenció de reprendre l'activitat gegantera dins i fora de la vila de Cubelles, amb Jordi Miró com a cap de colla. El 29 de juliol de 2007 es va realitzar la primera sortida de la nova colla de geganters a la XXIII Trobada de Gegants de Cubelles.

### Cerkabirra
El Cerkabirra és una festa popular celebrada a Cubelles (El Garraf). Queda definida amb el lema "Art, cervesa i cultura al carrer". Es va fundar l'any 2007.

## Mitjans de comunicació
- Canal Blau, la televisió pública del Garraf, està conformada pels municipis de la comarca integrats en un consorci en el que Cubelles en forma part.
- Revista Digital
- Ràdio Cubelles és una emissora de ràdio inaugurada el 13 de novembre de 1980 per la Casa de la vila de Cubelles. Emet mitjançant la freqüència modulada 107.5 i el seu lloc web arreu del món.[16][17]